# Bussy-Saint-Martin
Bussy-Saint-Martin és un municipi francès, situat al departament del Sena i Marne i a la regió d'Illa de França. L'any 2007 tenia 708 habitants.
Forma part del cantó de Torcy, del districte de Torcy i de la Comunitat d'aglomeració Marne i Gondoire.

## Demografia

### Població
El 2007 la població de fet de Bussy-Saint-Martin era de 708 persones. Hi havia 232 famílies, de les quals 29 eren unipersonals (12 homes vivint sols i 17 dones vivint soles), 66 parelles sense fills, 125 parelles amb fills i 12 famílies monoparentals amb fills.
La població ha evolucionat segons el següent gràfic:
Habitants censats

### Habitatges
El 2007 hi havia 265 habitatges, 235 eren l'habitatge principal de la família, 8 eren segones residències i 22 estaven desocupats. 248 eren cases i 17 eren apartaments. Dels 235 habitatges principals, 193 estaven ocupats pels seus propietaris, 31 estaven llogats i ocupats pels llogaters i 10 estaven cedits a títol gratuït; 4 tenien una cambra, 10 en tenien dues, 23 en tenien tres, 31 en tenien quatre i 166 en tenien cinc o més. 211 habitatges disposaven pel capbaix d'una plaça de pàrquing. A 59 habitatges hi havia un automòbil i a 171 n'hi havia dos o més.

### Piràmide de població
La piràmide de població per edats i sexe el 2009 era:
| Homes | Edats   | Dones |
| ----- | ------- | ----- |
| 0     | 95 o +  | 4     |
| 4     | 90 a 94 | 0     |
| 0     | 85 a 89 | 16    |
| 0     | 80 a 84 | 4     |
| 8     | 75 a 79 | 4     |
| 8     | 70 a 74 | 0     |
| 8     | 65 a 69 | 8     |
| 12    | 60 a 64 | 8     |
| 28    | 55 a 59 | 20    |
| 32    | 50 a 54 | 40    |
| 24    | 45 a 49 | 16    |
| 12    | 40 a 44 | 24    |
| 24    | 35 a 39 | 28    |
| 16    | 30 a 34 | 16    |
| 16    | 25 a 29 | 28    |
| 32    | 20 a 24 | 12    |
| 32    | 15 a 19 | 12    |
| 8     | 10 a 14 | 20    |
| 16    | 5 a 9   | 24    |
| 20    | 0 a 4   | 4     |

## Economia
El 2007 la població en edat de treballar era de 501 persones, 378 eren actives i 123 eren inactives. De les 378 persones actives 357 estaven ocupades (197 homes i 160 dones) i 20 estaven aturades (10 homes i 10 dones). De les 123 persones inactives 32 estaven jubilades, 59 estaven estudiant i 32 estaven classificades com a «altres inactius».

### Ingressos
El 2009 a Bussy-Saint-Martin hi havia 240 unitats fiscals que integraven 724 persones, la mediana anual d'ingressos fiscals per persona era de 29.421 €.

### Activitats econòmiques
Dels 55 establiments que hi havia el 2007, 1 era d'una empresa extractiva, 4 d'empreses de fabricació d'altres productes industrials, 5 d'empreses de construcció, 9 d'empreses de comerç i reparació d'automòbils, 10 d'empreses de transport, 1 d'una empresa d'hostatgeria i restauració, 4 d'empreses d'informació i comunicació, 3 d'empreses financeres, 2 d'empreses immobiliàries, 14 d'empreses de serveis i 2 d'empreses classificades com a «altres activitats de serveis».
Dels 7 establiments de servei als particulars que hi havia el 2009, 1 era un taller de reparació d'automòbils i de material agrícola, 1 paleta, 1 fusteria, 2 electricistes, 1 empresa de construcció i 1 restaurant.

## Poblacions més properes
El següent diagrama mostra les poblacions més properes.